# Stift Unserer Lieben Frau zur Alten Kapelle

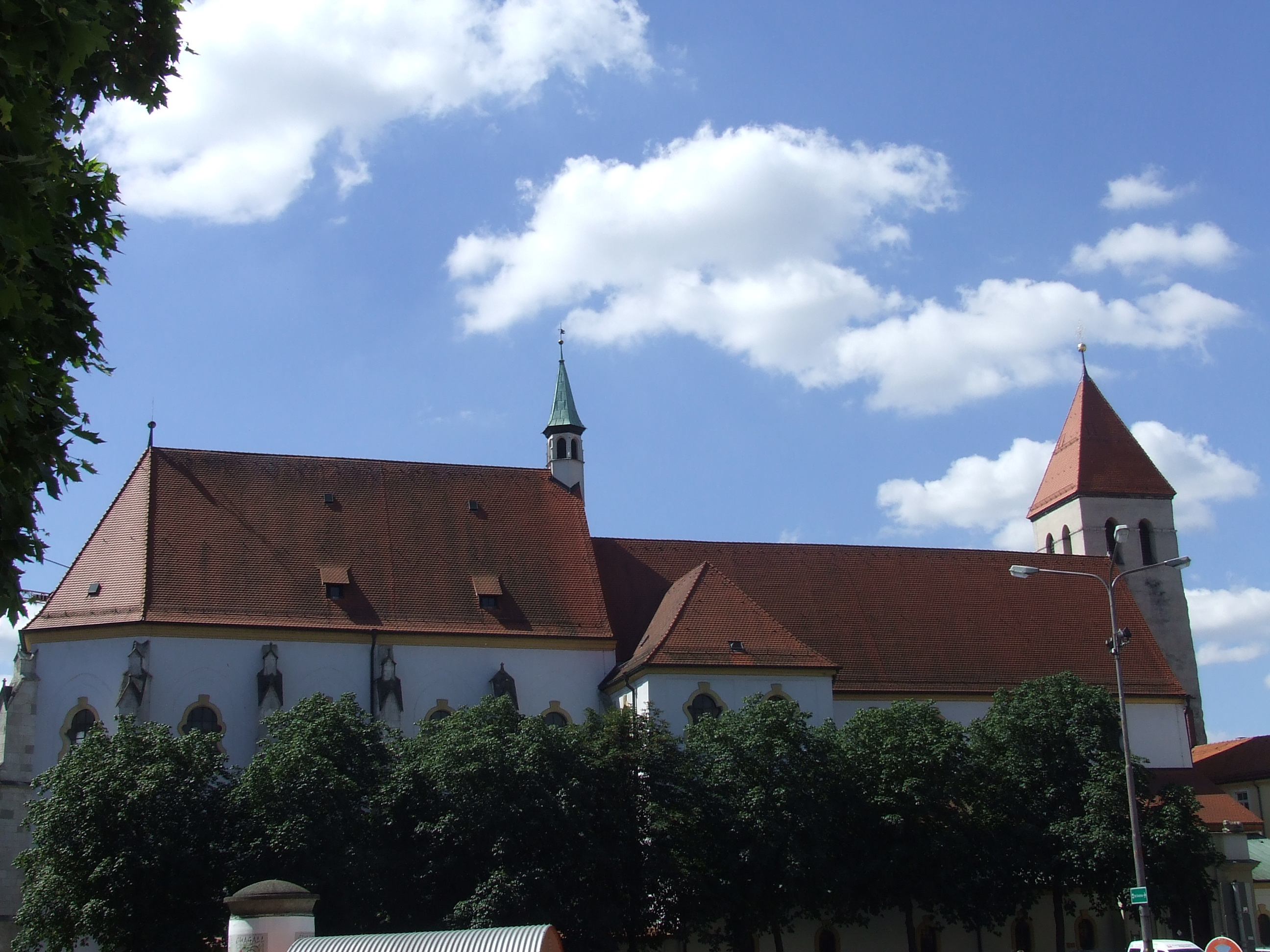
Nordansicht der Stiftskirche zur Alten Kapelle

Das Stift Unserer Lieben Frau zur Alten Kapelle in Regensburg ist eines von nur noch vier bestehenden Kollegiatstiften in Bayern. Es wurde erstmals im Jahr 875 von König Ludwig dem Deutschen gegründet, ging aber in der Folge rasch wieder unter. Seit der Wiedergründung im Jahr 1002 durch den später heiliggesprochenen König Heinrich II. bestand es ununterbrochen. Auch im Zuge der Säkularisation 1802/03 und des Übergangs Regensburgs an Bayern 1810 wurde es nicht aufgelöst. Neben dem Stift zur Alten Kapelle existiert mit dem Kollegiatstift St. Johann eine zweite Gemeinschaft dieser Art in Regensburg.

## Geschichte

### Legendäre Vorgeschichte der Alten Kapelle
Der Überlieferung nach steht die heutige Stiftskirche zur Alten Kapelle an der Stelle eines römischen Juno-Tempels. Dieser wurde nahe der Präfektur des Römerlagers Castra Regina errichtet, die sich auf dem heute als Alter Kornmarkt bekannten Platz befand. Die Legende sieht in der Alten Kapelle außerdem die älteste Kirche und „Mutterkirche“ Bayerns, von der aus die Christianisierung des Landes erfolgt sein soll. Um das Jahr 700 wurde hier angeblich der agilolfingische Herzog Theodo II. durch den heiligen Bischof Rupert von Salzburg getauft. Außerdem soll Rupert den römischen Tempel in ein Marienheiligtum umgewandelt haben, das Theodo zu seiner Pfalzkapelle machte. Diese wird in der mittelalterlichen Geschichtsschreibung von einem Chronisten als „ein anvankch (…) aller gotz häuser in Bayrn“ bezeichnet, obwohl dies bis heute nicht urkundlich belegt ist.

### Gründung des Kollegiatstifts durch Ludwig den Deutschen und Verfall
Erstmals schriftlich erwähnt wird eine Kirche zu Ehren der Gottesmutter Maria und ein dazugehöriges Kollegiatstift in einer Urkunde Ludwigs des Deutschen aus dem Jahr 875. Die Kirche diente ursprünglich den Karolingern und Ottonen und später den bayerischen Herzögen als Pfalzkapelle, in der die Hofleute den Gottesdienst feierten – im Unterschied zu den Bürgern, die die Bürgerpfarrkirche St. Kassian besuchten. Kaiser Arnulf verlegte im Jahr 887 die Pfalz in unmittelbare Nähe des Klosters St. Emmeram, sodass die bisherige Pfalzkapelle nicht mehr gebraucht wurde und mehr und mehr verfiel. Auch das Kollegiatstift löste sich rasch wieder auf. Im Jahr 967 befindet sich in einer Urkunde erstmals die Bezeichnung „antiqua capella“ (Alte Kapelle), da der Baukomplex zur damaligen Zeit zusehends verfiel.

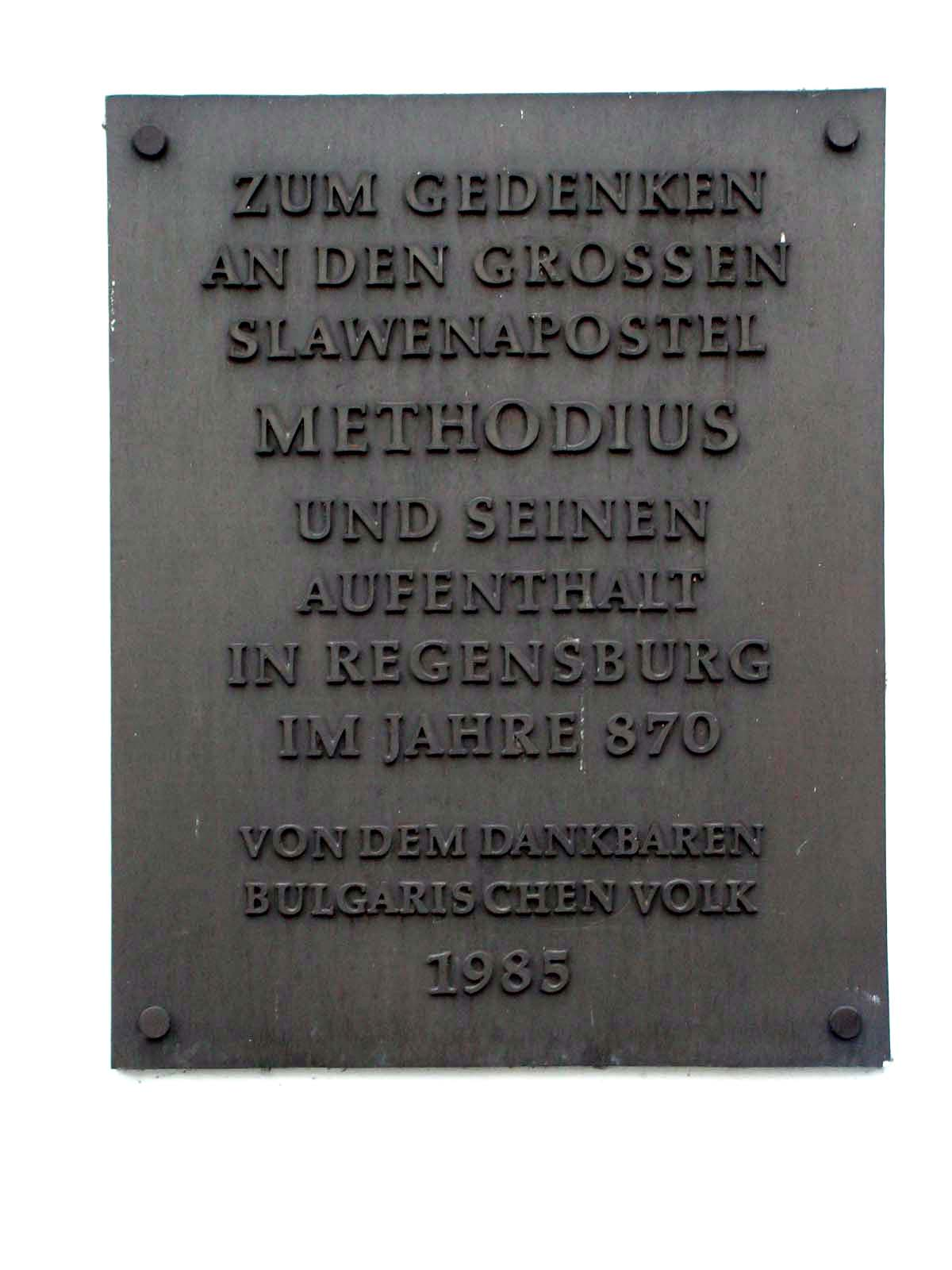
Gedenktafel an die Gefangensetzung des Apostelgleichen Heiligen Methodius, Slawen-Apostel und erster Erzbischof von Mähren und Pannonien, in Regensburg an der Alten Kapelle.

### Wiedergründung durch Heinrich II. im Jahr 1002
Erst der Ostfrankenkönig Heinrich, der spätere Kaiser Heinrich II., verlegte bei seinem Regierungsantritt im Jahr 1002 seine Residenz wieder zurück an den Alten Kornmarkt. Umgehend ließ er die ruinöse Stiftskirche wieder aufbauen. Außerdem gründete er noch im Jahr 1002 erneut das Kollegiatstift Unserer Lieben Frau zur Alten Kapelle, das er und seine Gemahlin Kunigunde mit zahlreichen Schenkungen ausstatteten. In der Gründungsurkunde wird die Stiftskirche als „mater ecclesiae“ (Mutterkirche) bezeichnet, ein Titel, der sonst nur für Bischofskirche verwendet wurde. Noch heute werden Heinrich und Kunigunde, vor allem in der Stiftskirche zur Alten Kapelle, als neue und eigentliche Gründer des Stifts verehrt, da dieses seit 1002 ununterbrochen besteht.
Im Jahr 1009 übereignete Heinrich das Stift dem von ihm neu gegründeten Bistum Bamberg, bei dem die Alte Kapelle bis zur Säkularisation verblieb. Stiftspropst der Alten Kapelle war bis auf wenige Ausnahmen stets ein Bamberger Domherr, während sich das Stiftskapitel in Regensburg unter der Leitung eines Dekans weitgehend selbstständig verwaltete. Es gingen bedeutende Kleriker aus dem Stiftskapitel hervor, wie zum Beispiel der Magdeburger Erzbischof Tageno. Allerdings verlor es in der Folge rasch an Bedeutung.

### Entstehung einer Marienwallfahrt
Möglicherweise setzte bereits im 13. Jahrhundert eine Marienwallfahrt zu einer vermeintlich Lukas-Madonna in der Alten Kapelle ein. Es handelt sich hierbei dem Stil nach um eine byzantinische Marienikone, die aber tatsächlich um 1225 in Regensburg entstanden sein dürfte. Obwohl zahlreiche Ablassbriefe aus dem 13. und 14. Jahrhundert vorliegen, kann daraus laut dem Kirchenhistoriker Joseph Staber nicht unbedingt gefolgert werden, dass schon zu dieser Zeit eine Marienwallfahrt in die Alte Kapelle stattfand. Eine solche Wallfahrt ist erst im 17. Jahrhundert, nach dem Ende des Dreißigjährigen Krieges belegbar.

### Veränderung des Stiftskapitels im Laufe der Zeit
Bis ins 15. Jahrhundert bestand das Kollegiatstift vor allem aus Adligen, im 15. Jahrhundert gewannen langsam Bürger die Oberhand. Erst ab 1581 mussten alle Chorherren, es waren im Mittelalter durchschnittlich 15 Kanoniker, Priester sein. Heute verleiht das Stiftskapitel nur noch 7 Kanonikate, in erster Linie an verdiente Ruhestandspriester. Das Stiftskapitel wählt aus seiner Mitte einen Dekan, der dem Kollegiatstift vorsteht. Seit 1933 werden die Kanoniker nach Rücksprache mit dem Stiftskapitel vom Regensburger Bischof ernannt.

### Bedrängnisse im 17. und 19. Jahrhundert
Während des Dreißigjährigen Krieges geriet das Kollegiatstift erstmals in arge Bedrängnis. Damals erfolgte eine zeitweilige Aussiedlung in das Regensburger Dominikanerkloster sowie eine vorübergehende Verschleppung nach Ingolstadt.
Das Stift wurde im Zuge der Säkularisation 1802/03 nicht wie die meisten anderen Klöster aufgelöst und blieb auch nach der Vereinnahmung von Regensburg durch das Königreich Bayern 1810 erhalten. Der Grund dafür war die Tatsache, dass der Großteil des Stiftsvermögens in Österreich angelegt war und man im Falle einer Auflösung des Stifts die Übernahme des Vermögens durch das Kaiserreich Österreich  befürchtete.  Das Stift blieb zunächst unter staatlicher Aufsicht bestehen und war nur noch mit einem Stiftsherrn besetzt. Erst 1830 bestätigte König Ludwig I. den Fortbestand des Stifts und gewährte ihm 1838 wieder Selbstverwaltung.

### Jüngere Stiftsgeschichte
Auf Anregung von Bischof Rudolf Graber wurde die Stiftskirche Unserer Lieben Frau zur Alten Kapelle von Papst Paul VI. am 5. März 1964 mit dem Apostolischen Schreiben Inisgnis et imperialis zur Basilica minor erhoben.

## Stiftsgebäude

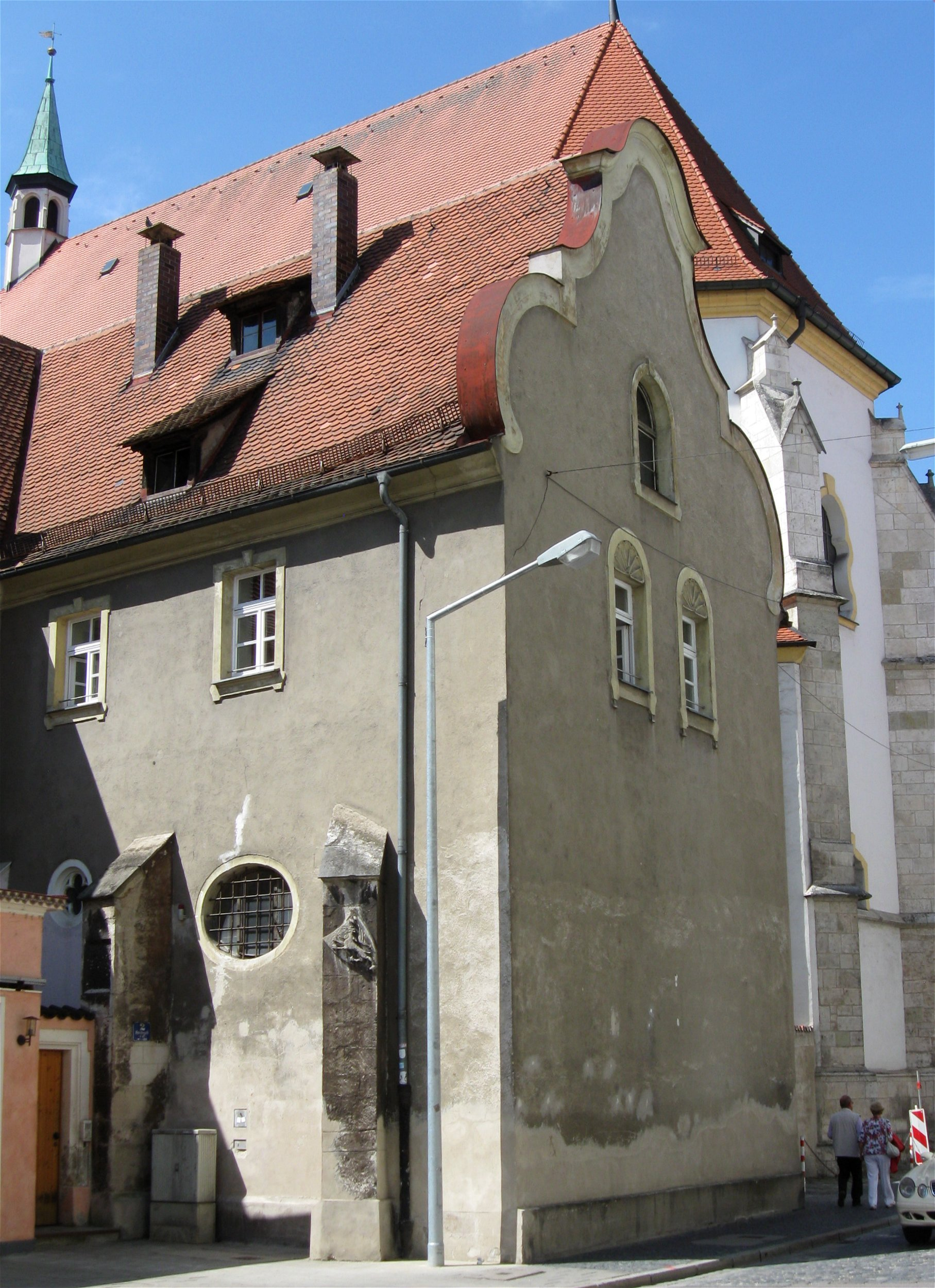
Außenansicht der Zant-Kapelle von Osten

An den südlichen Querhausarm der Stiftskirche schließt die Vierflügelanlage der Stiftsgebäude an. Diese enthält einen kreuzgratgewölbten, im Kern gotischen Kreuzgang, dessen heutiges Erscheinungsbild im Wesentlichen von einer Umgestaltung im Jahr 1624 herrührt. Hier sind auch zahlreiche Grabdenkmäler von Stiftskanonikern, vor allem aus dem 15. und 16. Jahrhundert, erhalten.
Östlich an den Kreuzgang schließt sich die sogenannte Zant-Kapelle an, die 1299 von dem Chorherrn Heinrich Zant als Grabkapelle gestiftet wurde und dem heiligen Martin geweiht ist. Sie besitzt einen ungewölbten, westlichen Vorraum, durch den man die zweijochige Kapelle betritt. Diese ist mit einem Kreuzrippengewölbe auf Profilkonsolen ausgestattet, das über skulptierte Schlusssteine verfügt. Die östliche Fassade der Zant-Kapelle wurde 1897 im neobarocken Stil überformt. Südwestlich am Kreuzgang ist die Neue Dechantei, also das Verwaltungsgebäude des Stiftskapitels, angebaut. Es handelt sich um einen historistischen Bau von 1860/61, der mit Jugendstilfassade von 1909 ausgestattet ist.

### Stiftskirche zur Alten Kapelle
Die Stiftskirche Unserer Lieben Frau zur Alten Kapelle wurde ursprünglich in der zweiten Hälfte des 9. Jahrhunderts als karolingische Basilika mit Querhaus errichtet. Dieser T-förmige Grundriss wurde beim Wiederaufbau durch König Heinrich zwischen 1002 und 1004 beibehalten. Erst Mitte des 15. Jahrhunderts wurde dieser durch den Anbau des spätgotischen Hochchores zu einem kreuzförmigen Grundriss erweitert. Im 18. Jahrhundert wurde vor allem der Innenraum im Rokokostil überformt. Dadurch ist die Alte Kapelle heute nach der Wieskirche die bedeutendste bayerische Rokokokirche.

### Stiftspfarrkirche St. Kassian
Außerdem wird vom Kollegiatstift zur Alten Kapelle seit jeher die Stiftspfarrkirche St. Kassian betreut, welche im Jahr 885 erstmals erwähnt wurde und somit die zweitälteste Kirche Regensburgs ist. Wie auch die Stiftskirche zur Alten Kapelle wurde im Kern mittelalterliche Bau Mitte des 18. Jahrhunderts im Stile des Rokoko überformt. Nach einer aufwändigen Gesamtrestaurierung in den Jahren 2007 bis 2015 erstrahlt die Kassianskirche nun wieder in altem Glanz. Neben der Stiftspfarrei St. Kassian betreute die Alte Kapelle im Mittelalter auch zahlreiche Landpfarreien.

## Kirchenmusik am Kollegiatstift zur Alten Kapelle

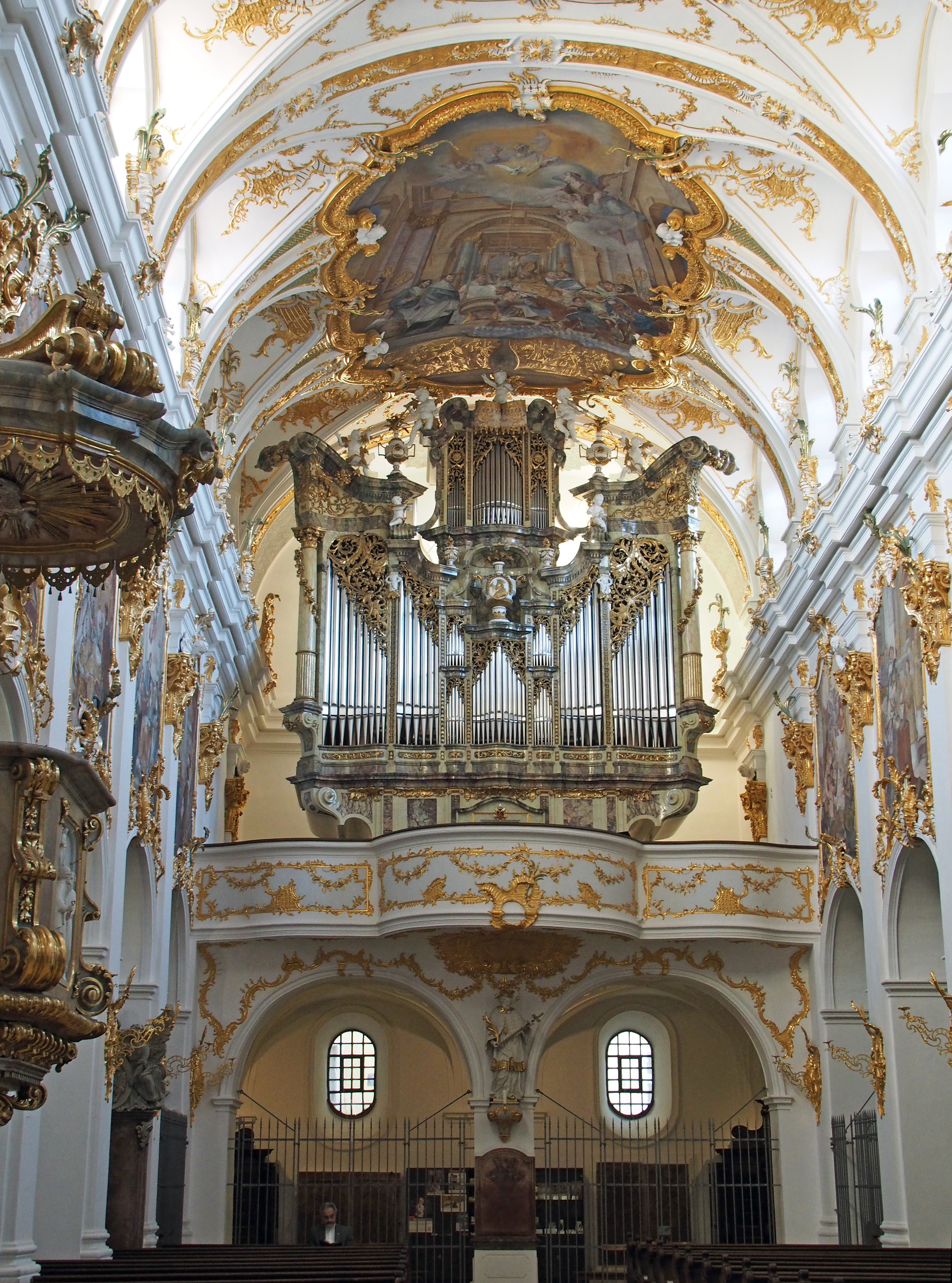
Papst-Benedikt-Orgel in der Stiftskirche zur Alten Kapelle

Große Verdienste erwarb sich das Stift auch in der Pflege der Kirchenmusik, insbesondere ab dem 19. Jahrhundert. Hier sind vor allem der Musikwissenschaftler Carl Proske, die Musiker Dominikus Mettenleiter und Johann Georg Mettenleiter sowie der Kirchenkomponist Michael Haller zu nennen. Außerdem unterhielt das Stift eine eigene Schule zur Heranbildung von Chorknaben, die erstmals 1177 erwähnt wurde und bis 1874 Bestand hatte. Im Jahr 1901 wurde das „Studien- und Musikseminar zur Alten Kapelle“ gegründet, das bis zu 90 Zöglinge aufnahm, bevor es im Jahr 1957 aufgelöst wurde.
Eine Besonderheit ist die Papst-Benedikt-Orgel, die im Jahr 2005 vom damaligen Stiftskapellmeister Josef Kohlhäufl initiiert und von der Firma Mathis Orgelbau aus Näfels in der Schweiz ausgeführt wurde. Im September 2006 wurde das Instrument vom Heiligen Vater im Rahmen seines Pastoralbesuchs in Bayern geweiht. Das Instrument orientiert sich an der barocken Disposition eines Vorgängerinstruments von Andreas Weiß aus dem Jahr 1791 und berücksichtigt durch eine ergänzende Register auch die Erfordernisse der heutigen Liturgie.

## Bekannte Mitglieder des Stiftskapitels
- Johann Sebastian Distlberger, ab 1675 Kanonikus[7]
- Matthäus Gietl (Güetl, Mathias) († 1576), 1553 bis 1575 Kanonikus bei St. Johann, ab 1575 Kanonikus bei der Alten Kapelle, Dekan in Pondorf[8]
- Norbert Glatzel (1937–2024), (2005–2024 Kanonikus, 2013–2018 Stiftsdekan)
- Rudolf Volkart von Häring, genannt als Stiftsdekan ab 1429 und mehrfach vom Zeitraum von 1441 bis 1458, auch Generalvikar in spiritualibus des Bischofs Friedrich (Friedrich II. von Parsberg (Regensburg) oder Friedrich III. von Plankenfels)[9][10]
- Joseph Thomas von Haas, Stiftsdechant und bischöflicher Kanzleidirektor, um 1803[11]
- Michael Haller (Kirchenmusiker) (1840–1915)
- Meister Rudolph von Heringen, doctor in medicinis, Dekan und Kanonikus an St. Johann und Kanonikus an der Alten Kapelle (ab 1429)[12]
- Helmut Huber, (* 1938), Direktor des Instituts für Theologische und Pastorale Fortbildung Freising (1992–2004), Kanonikus ab 2010
- Johann Baptist Kurz (1881–1968)[13][14][15]
- Caspar Macer, († 1576), Dr. Juris Utriusque, Rhetoriklehrer in Ingolstadt, 1566–1570 Kanoniker bei St. Johann Regensburg, ab 1571 Kanoniker bei der Alten Kapelle Regensburg, Domprediger[16]
- Karl von May, Stiftsdechant um 1723[17]
- Ulrich Onsorg (um 1430–1491), Kanonikus bei der Alten Kapelle, Verfasser eines Chronicon Bavariae
- Sigismund Pender, († 1559/60), Kleriker von Venedig, Dr., 1511/13 Sekretär der Synode von Pisa, ab 1517 Kanoniker, später Dekan der Alten Kapelle Regensburg[18]
- Johann Baptist Pichelmair, († 1604), 1579 Titularbischof von Almira und Weihbischof in Regensburg, 1581 Kanoniker bei der Alten Kapelle[19]
- Carl Proske
- Gregor Sartori, Kanonikus, um 1691[20]
- Wilhelm Schätzler, Stiftsdekan 1991–2004[21], vorher Sekretär der Deutschen Bischofskonferenz
- Joseph Schmid, Stiftsdekan um 1924
- Walter Siegert[22] (1928–2012)
- Tagino († 1012)
- Ulrich Teytinger, Dekan um 1438[23]
- Johann Michael Franz von Velhorn (1746–1782), Stiftsdekan, Initiator der Umgestaltung der Kapelle von 1747 bis 1787
- Thomas Wiser (1810–1879), Kanonikus an der Alten Kapelle ab 1848, Stiftsdekan ab 1855[24]
- Emmanuel Maria von Zillerberg, Kanonikus und Senior, um 1784[25]